# Краутрок
Краутрокът е музикален стил, създаден в Германия в началото на 1970-те години.
Известни краутрок-групи са Neu!, Can, Amon Düul, Amon Düul 2, Kraftwerk, Tangerine Dream.
Стилът се смята за влиятелен и важен за развитието на модерната рок и електронна музика. Стилове като техно, хаус и гръндж са с корени в изпълнители, повлияни от стила. Стилът повлиява редица британски и френски изпълнители като Дейвид Бауи и Иги Поп.

## Групи
- Agitation Free
- Amon Düül I
- Amon Düül II
- Ash Ra Tempel
- Astraleinhorn
- Birth Control
- Brainticket
- Can
- Cluster
- Cosmic Jokers
- Deuter
- Eloy
- Embryo
- Eruption
- Exmagma
- Epitaph
- Faust
- Manuel Göttsching
- Grobschnitt
- Guru Guru
- Jean Ven Robert Hal
- Harmonia
- Indigo
- Jane
- Kalacakra
- Kraan
- Karthago
- Kraftwerk
- Krokodil
- La Düsseldorf
- Mythos
- Neu!
- Novalis
- Popol Vuh
- Achim Reichel
- Rufus Zuphall
- Ramses
- Sand
- Siloah
- Stern-Combo Meißen
- Tangerine Dream
- Tony Conrad
- The Cosmic Jokers
- Troya
- Thirsty Moon
- Wallenstein
- Witthüser & Westrupp
- Xhol Caravan